# Биррего
Биррего (англ. Birrego) — сельский населённый пункт в центральной части Риверины, недалеко от Бари-Крик (штат Новый Южный Уэльс, Австралия). Местность равнинная и используется преимущественно для производства зерна. Населённый пункт расположен у дороги, примерно в 13 километрах к югу от Сандиго и в 31 километре к юго-востоку от Меранде.
Почтовое отделение Биррего открылось 27 сентября 1921 года и закрылось в 1959 году.